# 로보카폴리 쏭쏭뮤지엄
《로보카폴리 쏭쏭뮤지엄》(Robocar POLI: SongSong Museum)는 로이비쥬얼이 제작한 대한민국의 교육 텔레비전 애니메이션이다.

## 에피소드
| 전체 회차 | 시즌 내 회차 | 제목                       | 방송일          |
| 1         | 1            | "깊은 산 속에 농부 아저씨" | 2020년 7월 2일  |
| 2         | 2            | "잘 자라 아가야"           | 2020년 7월 2일  |
| 3         | 3            | "버스를 타고 부릉부릉"     | 2020년 7월 3일  |
| 4         | 4            | "스키다마링크"             | 2020년 7월 3일  |
| 5         | 5            | "머핀맨"                   | 2020년 7월 9일  |
| 6         | 6            | "반짝 반짝 작은 별"        | 2020년 7월 9일  |
| 7         | 7            | "아기 오리 다섯 마리"      | 2020년 7월 10일 |
| 8         | 8            | "나는야 음악가"            | 2020년 7월 10일 |
| 9         | 9            | "우리 모두 다 같이 손뼉을" | 2020년 7월 16일 |
| 10        | 10           | "배를 저어요"              | 2020년 7월 16일 |
| 11        | 11           | "모두 다 루비루"           | 2020년 7월 17일 |
| 12        | 12           | "비야, 비야, 오지마"       | 2020년 7월 17일 |
| 13        | 13           | "맥도널드 아저씨의 농장"   | 2020년 7월 23일 |
| 14        | 14           | "시장에 오세요"            | 2020년 7월 23일 |
| 15        | 15           | "생일 축하합니다"          | 2020년 7월 24일 |
| 16        | 16           | "나는 고양이를 사랑해"     | 2020년 7월 24일 |
| 17        | 17           | "우리 함께 모일수록"       | 2020년 7월 30일 |
| 18        | 18           | "걸어요 걸어요"            | 2020년 7월 30일 |
| 19        | 19           | "곰이 산을 넘어요"         | 2020년 7월 31일 |
| 20        | 20           | "히코리디코리덕"           | 2020년 7월 31일 |
| 21        | 21           | "케이크를 만들자"          | 2020년 8월 6일  |
| 22        | 22           | "기차역으로 가요"          | 2020년 8월 6일  |
| 23        | 23           | "브룸스 파티"              | 2020년 8월 7일  |
| 24        | 24           | "실을 감아요"              | 2020년 8월 7일  |
| 25        | 25           | "메리의 작은 아기 양"      | 2020년 8월 13일 |
| 26        | 26           | "마법의 시간"              | 2020년 8월 13일 |

## 방송 일시
EBS 1TV 매주 목~금 오전 9시 